# Pristomyrmex trispinosus
Pristomyrmex trispinosus es una especie de hormiga del género Pristomyrmex, tribu Crematogastrini, familia Formicidae. Fue descrita científicamente por Donisthorpe en 1946.
Se distribuye por África: Mauricio.